# 爱情买卖
〈爱情买卖〉为中国大陆歌手慕容晓晓的一首歌曲，由何欣、周洪涛和郑天成创作，并由何欣制作，于2009年10月7日正式发行。这首歌曲在发行后迅速走红，并获得了褒贬不一的评价。许多网友称赞歌曲大众化的音乐风格和直白的歌词，但亦有部分网友认为歌曲歌词低俗，并称其为“农业重金属、乡村非主流”，创作出了大量恶搞版本。〈爱情买卖〉的成功使得慕容晓晓在商业演出中大受欢迎，她也多次在重要的节目和活动中演唱这首歌曲。歌曲衍生出多个版本和翻唱，包括网络红人、知名歌手在许多节目上都演唱了这首歌曲。

## 背景与录制
〈爱情买卖〉由慕容晓晓的小型经纪公司团队创作。对于歌曲的定位，团队表示就是要做大众化的，给老百姓听的歌曲。而对于歌词，作词者何欣表示其创作灵感源于身边朋友的亲身经历，在创作时也并非刻意针对二、三线城市、或者城乡市场的偏好，完全是其个人的思想。他认为歌词的直白正是歌曲的优势所在。公司认为慕容晓晓演唱实力很强，为慕容晓晓准备了很多首歌曲，而慕容晓晓认为〈爱情买卖〉最适合其嗓音风格，且比较喜欢这首歌曲的曲风，于是选中这首歌曲进行演唱。

## 发行与宣传
2009年10月7日，歌曲发行。为了宣传歌曲，经纪公司起初在主流媒体投放〈爱情买卖〉，但效果不佳。后来，公司更改宣传策略，将彩铃的权力赋予几家公司，并由这些公司负责电视贴片，取得了较好的成效，进而使歌曲迅速走红。截至2010年8月，其彩铃的下载量超过了7000万次，刷新了历史纪录。对于歌曲的走红，慕容晓晓和何欣均表示意想不到。在歌曲走红之后，慕容晓晓进行了多场商业演出，每个月靠商演就可以进账30到60万人民币。除了小型商演，慕容晓晓也在多个大型场合现场表演了歌曲，包括2011年中央电视台网络春节联欢晚会、2011年辽宁卫视春节联欢晚会、2011-2012年湖南卫视跨年演唱会等。

## 反响
歌曲在发行后获得了褒贬不一的评价。一些网友认为，这首歌曲的歌词过于低俗，歌曲制作也不够精良。此外，许多网友将歌曲冠以“农业重金属、乡村非主流”的称号，对于这些评论，慕容晓晓表示“只是一笑而过”。并称“歌曲俗不俗不重要，重要的是大家喜欢听。如果大家不喜欢听，怎么可能传播这么快，哪还会有那么多人去唱呢？至于是什么农业重金属，我不赞同，难道农民喜欢的歌曲就是俗吗？” 在互联网上，歌曲被人恶搞成多个版本，包括红楼版、英文版等。而对于这些恶搞，慕容晓晓表示“挺好玩的”。但亦有网友认为，〈爱情买卖〉歌词浅显易懂，容易理解，能引起许多基层民众的共鸣。乐评人王江认为歌曲的歌词“很讨巧，契合了很大一部分群众的心”，旋律也利于传唱。音乐人姚谦亦力挺歌曲，认为“无论别人怎么评价你，如果这是来自你真诚的创作，那就是你的，别人怎么说是他们的事，但是数字告诉我有这么多的人听懂了。”在2011年的第3届華語金曲獎中，歌曲获得了年度最佳国语歌曲提名，但没有获奖。

## 翻唱
歌曲曾被翻唱过多次。2010年，网络红人罗玉凤在参加东方卫视选秀节目《中国达人秀》时带着歌词“小抄”演唱了这首歌曲。2011年，蕭敬騰在洛克先生上海演唱会翻唱了这首歌曲。2013年，龚琳娜在江苏卫视节目《全能星戰》中使用十种曲风快速衔接的方式演唱了歌曲的改编版。2016年，费玉清在东方卫视节目《天籁之战》中翻唱了歌曲。2020年，在音乐综艺节目《乐队的夏天》第二季中，参演乐队大波浪乐队翻唱了歌曲的改编版本，这一翻唱也成为了微博热门。2023年，有网友使用人工智能技术，在Bilibili上传了人工智能生成的孙燕姿翻唱版本〈爱情买卖〉，引发了侵权争议。